# Temple maçonnique des Amis philanthropes
Le temple maçonnique des Amis philanthropes est un monument historique situé à Bruxelles, capitale de la Belgique, qui abrite, derrière une façade néo-classique dépouillée, un temple maçonnique de style égyptisant datant du XIXe siècle ainsi qu'une série de temples plus petits dont un inspiré du style Art nouveau de Victor Horta.

## Statut patrimonial
L'édifice fait l'objet d'un classement au titre des monuments historiques depuis le 21 novembre 1975.

## Architecture
La petite façade latérale ouest, qui était initialement la façade principale du bâtiment, est construite en 1774-1776 par Claude Fisco, dans le style néo-classique de la place des Martyrs, pour fermer la perspective depuis celle-ci. La façade principale actuelle (la façade sud) est une façade moderne en briques qui résulte d'une transformation effectuée en 1937 par l'architecte Ch. Lambrichs.
L'intérieur est aménagé en 1877-1879 par l'architecte Adolphe Samyn aidé des architectes Ernest Hendrickx et J. De Blois. La décoration a été conçue par l'architecte et décorateur français Alban Chambon pour les ornements sculptés, par Louis Delbeke qui a peint les scènes historiques et symboliques, et par Gustave Janlet qui a réalisé les peintures décoratives.
Le grand temple « Amon-Râ » est restauré une première fois en 1932 et une deuxième fois en 2015,

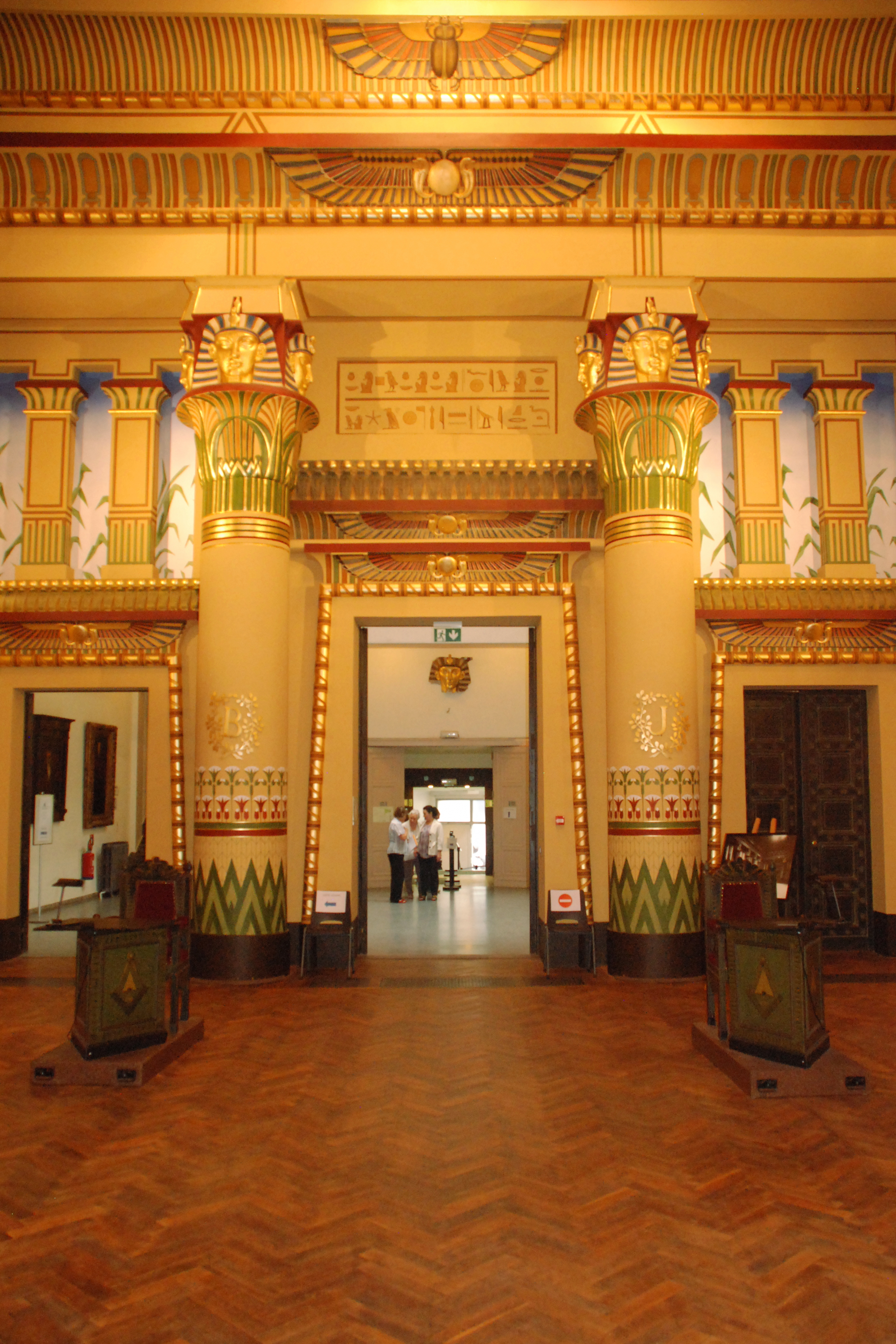
Entrée du Grand Temple.
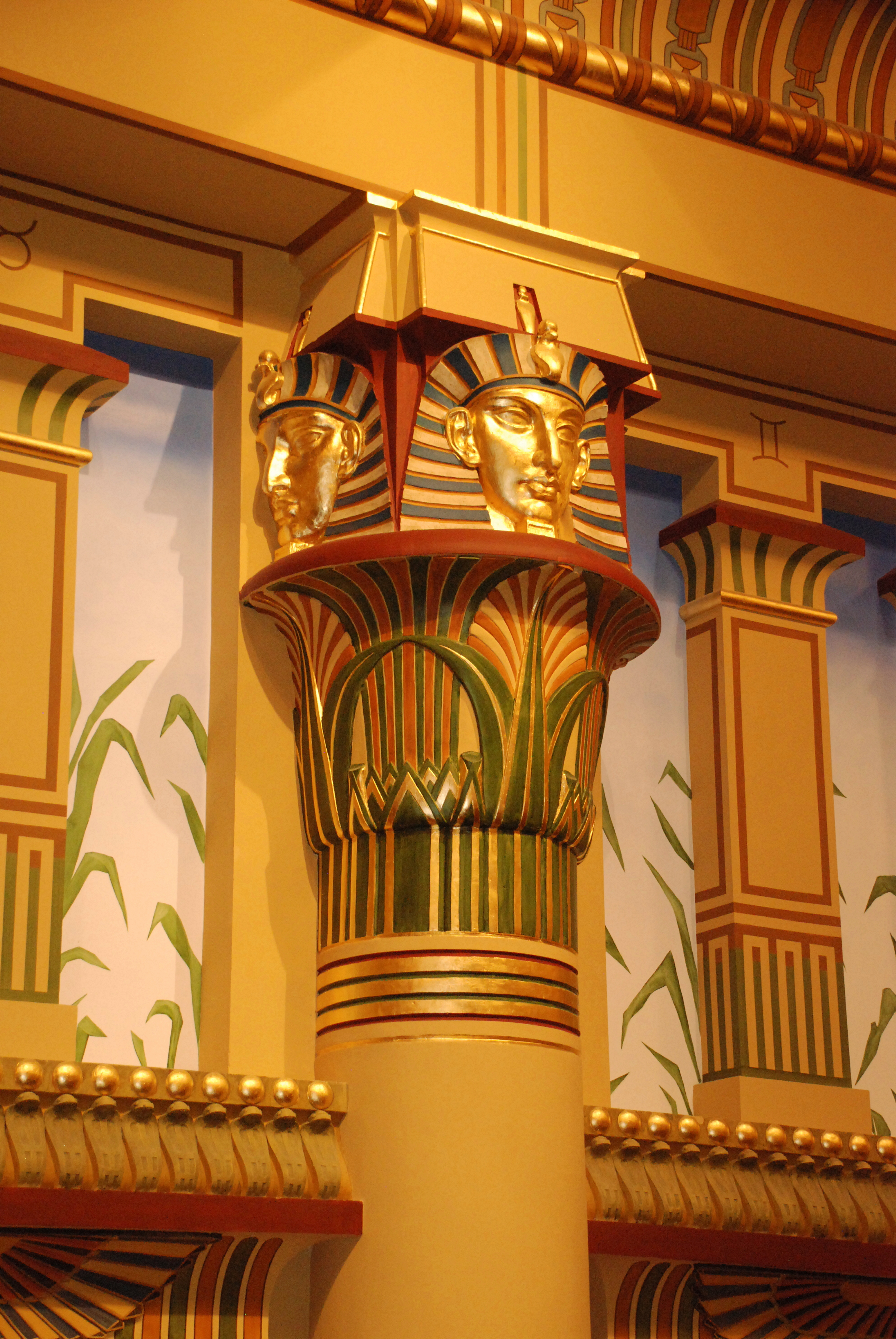
Chapiteau campaniforme.
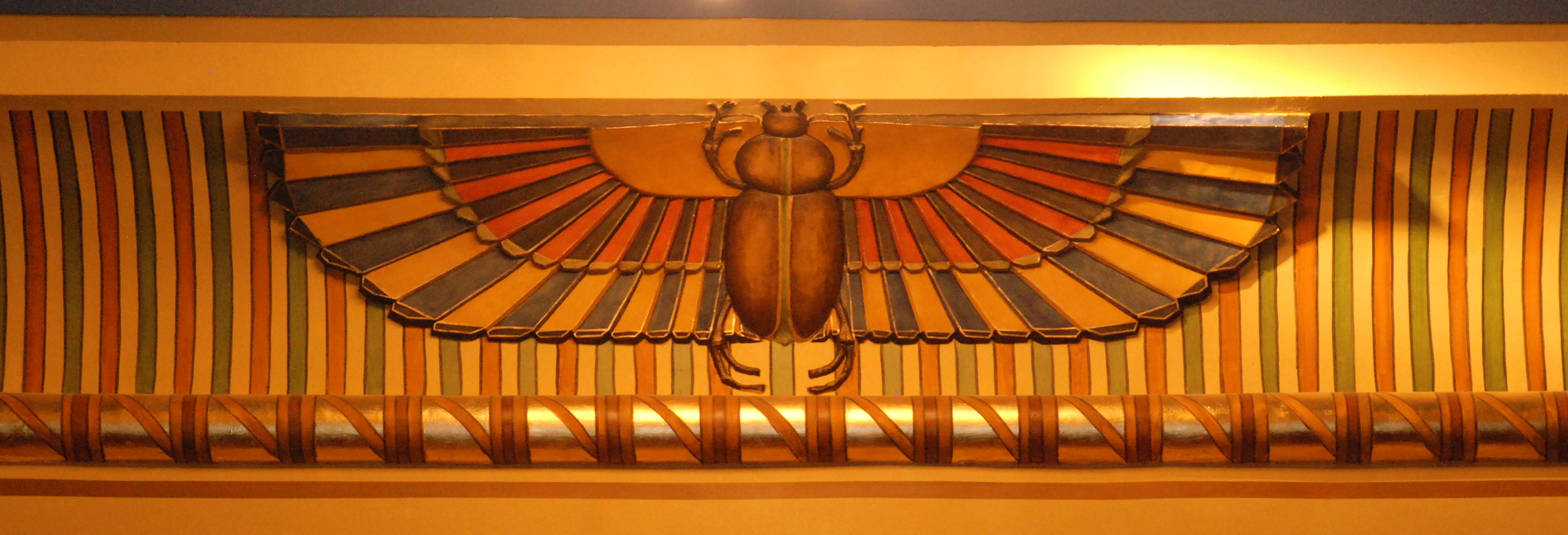
Scarabée.
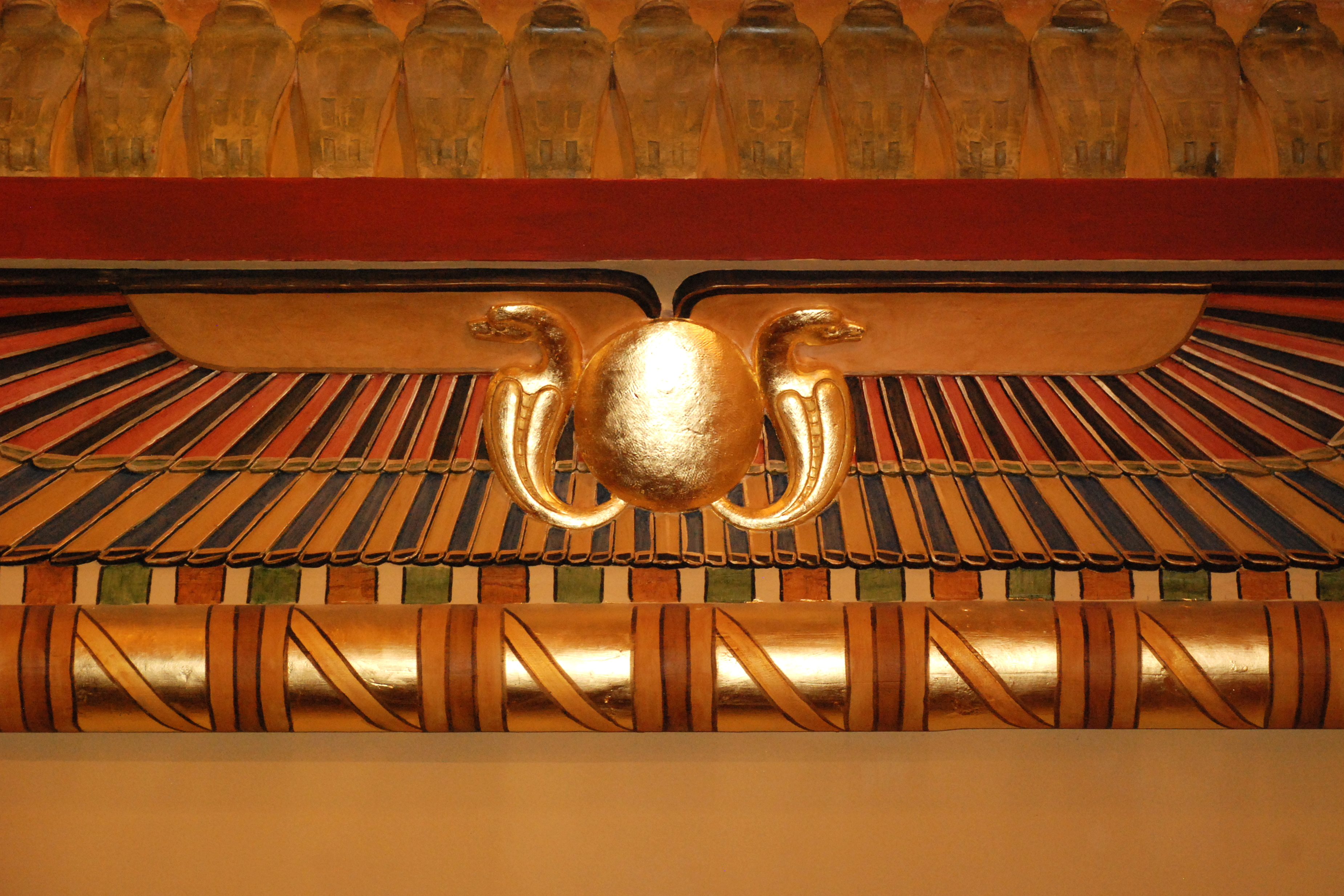
Disque solaire et uræi.

## Localisation
Le temple est situé au n°6-8 de la rue du Persil, à quelques mètres de la place des Martyrs, au centre de Bruxelles.
| ___ | Ce site est desservi par la station de métro : De Brouckère. |